# Armande Béjart

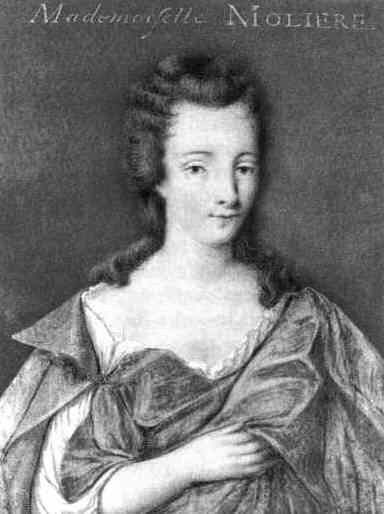
Armande Béjart

Armande Béjart (1640, 1641 of 1642 – Parijs, 30 november 1700) was een Franse komediespeelster. Ze maakte deel uit van de familie Béjart en was volgens sommige bronnen de dochter van Madeleine Béjart, volgens andere bronnen gewoon haar veel jongere zus. Een tijdlang werd aangenomen dat ze de dochter was van Madeleine Béjart en Esprit Rémond de Mormoiron, graaf van Modène en kamerheer van Gaston van Orléans. Sommigen beweerden zelfs dat Molière – met wie ze later trouwde – haar echte vader was. In Armandes huwelijksakte staat niettemin dat ze de dochter is van Joseph Béjart en echtgenote Marie-Hervé.
Op 20 februari 1662 trouwde Armande Béjart in de Église Saint-Germain-l'Auxerrois met Molière. In juni 1663 speelde ze haar eerste belangrijke rol in La Critique de l'École des femmes. Verder speelde ze onder mer Elmire in Tartuffe (1664), Célimène in Le Misanthrope ou l'Atrabilaire amoureux (1666), Lucile in Le Bourgeois gentilhomme (1670), Henriette in Les Femmes savantes (1672) en Angélique in Le Malade imaginaire (1673). 
Na Molières dood nam Armande - gesteund door Charles Varlet ("La Grange") - de leiding over Molières toneelgezelschap over. Op 29 mei 1677 trouwde ze opnieuw met Isaac François Guérin d'Estriché, van wie ze op 14 oktober 1694 scheidde.
In 1676 kocht ze in Meudon een huis dat eerder aan de chirurgijn Ambroise Paré had toebehoord. Tegenwoordig is dit huis een museum.
- Bibliothèque nationale de France: cb131829231 (data)
- Gemeinsame Normdatei: 124131115
- International Standard Name Identifier: 0000 0000 9609 4902
- Library of Congress Control Number: n85086778
- Nationale Bibliotheek van Tsjechië: pna20231206153
- Nationale Bibliotheek van Israël: 987007272499605171
- Nederlandse Thesaurus van Auteursnamen: 213068079
- Système universitaire de documentation: 035341041
- Virtual International Authority File: 45227466
- WorldCat: E39PBJy8xgWYjQrtT3qTv8hfv3